# Trübbach
Trübbach ist eine Ortschaft und ein Dorf der politischen Gemeinde Wartau im St. Galler Rheintal in der Schweiz.

## Bevölkerung
Das Dorf hat 1381 Einwohner und liegt 479 m über dem Meeresspiegel. Die reformierte Bevölkerung wird durch die evangelisch-reformierte Kirchgemeinde Azmoos-Trübbach von Azmoos aus betreut. Die katholischen Gläubigen sind in der Pfarrei Wartau organisiert, deren Kirche zwischen Trübbach und Azmoos steht.

## Geografie und Verkehr

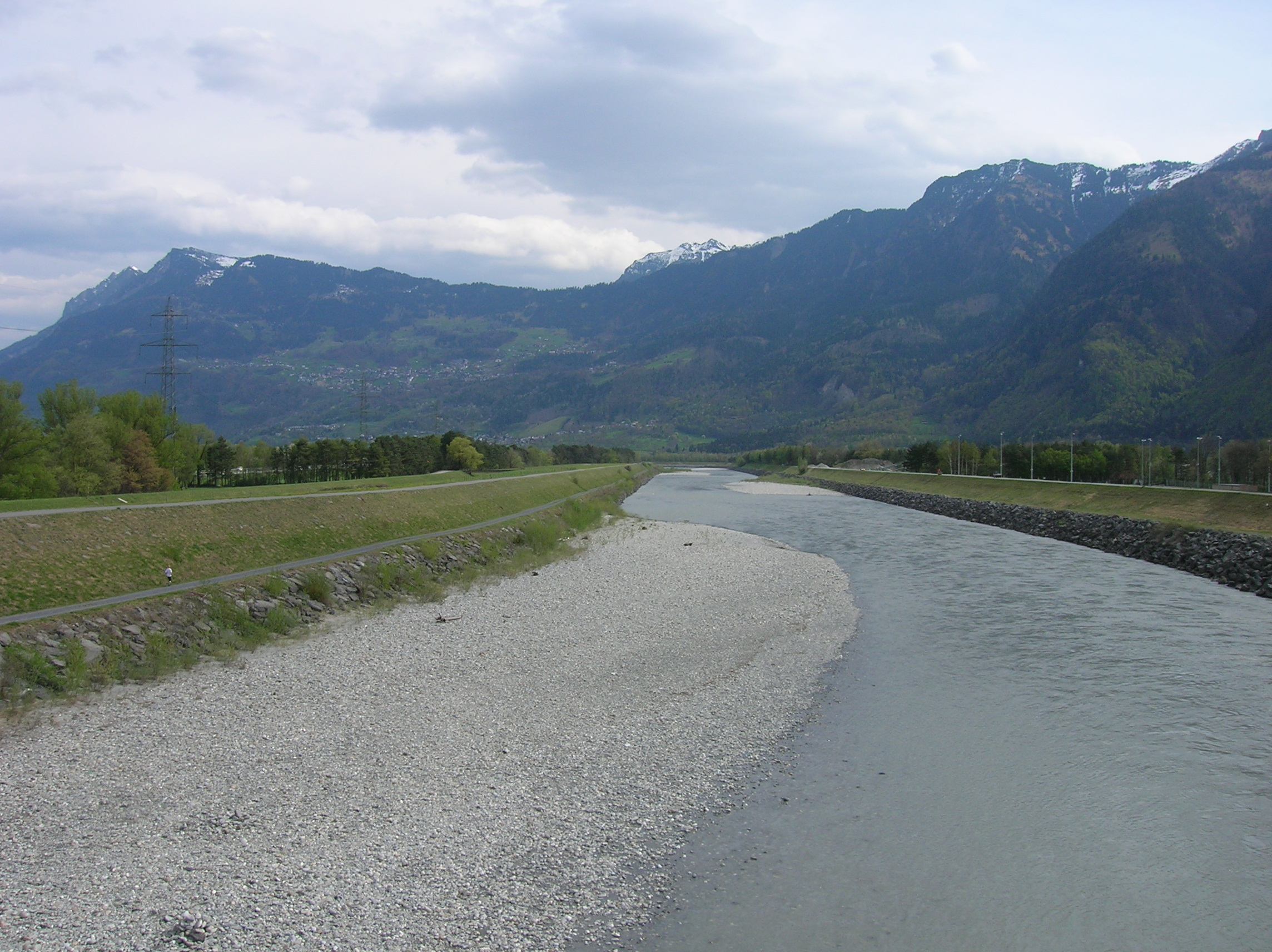
Der Rhein trennt Trübbach (links) von Liechtenstein

Das Dorf grenzt an Balzers, Fürstentum Liechtenstein, und liegt an der Bahnstrecke Chur–Rorschach sowie an der A13. Landschaftlich geprägt wird es durch den Rhein und den Hausberg Gonzen. Der ältere Teil des Dorfes liegt direkt am Rhein. Die 1492 fertig  gestellte alte Schollbergstrasse von Trübbach nach Sargans ist die erste eidgenössische Fahrstrasse. Sie wurde restauriert und ist seit 2014 als Wanderweg begehbar.

## Geschichte

Luftbild von Werner Friedli (1964)

Der mittelalterliche Verkehr führte mit der Rheinfähre von Trübbach nach Balzers zur Reichsstrasse Feldkirch–Chur und über Matug  nach Sargans. Die Rechte an der Rheinfähre Trübbach–Balzers lagen zunächst bei den Grafen von Werdenberg, 1517 bis 1798 bei Glarus und von 1803 bis zur Auflassung 1871 beim Kanton St. Gallen. 1491 bis 1492 bauten die eidgenössischen Orte dem Rhein entlang die Schollbergstrasse Richtung Sargans. Die erste eidgenössische Fahrstrasse wurde restauriert und ist seit 2014 als Wanderweg begehbar. 1858 erhielt Trübbach einen Bahnhof an der Bahnlinie St. Gallen–Chur. Ab 1872 ersetzte eine Brücke die Rheinfähre. Ende der 1960er Jahre wurde Trübbach an die A13 angeschlossen.

## Kultur und Wirtschaft
Auf dem Territorium liegt der Steinbruch Schollberg. Die Fastnachtsgesellschaft Weingeister Trübbach ist Mitglied des Alemannischen Narrenrings.

## Persönlichkeiten
- Patrik Merk (* 1974), Schweizer Meister im Bahnradsport, wurde in Trübbach geboren.
- Martina Hingis (* 1980), ehemalige Tennis-Weltranglistenführerin, wuchs in Trübbach auf.[5]

## Bilder

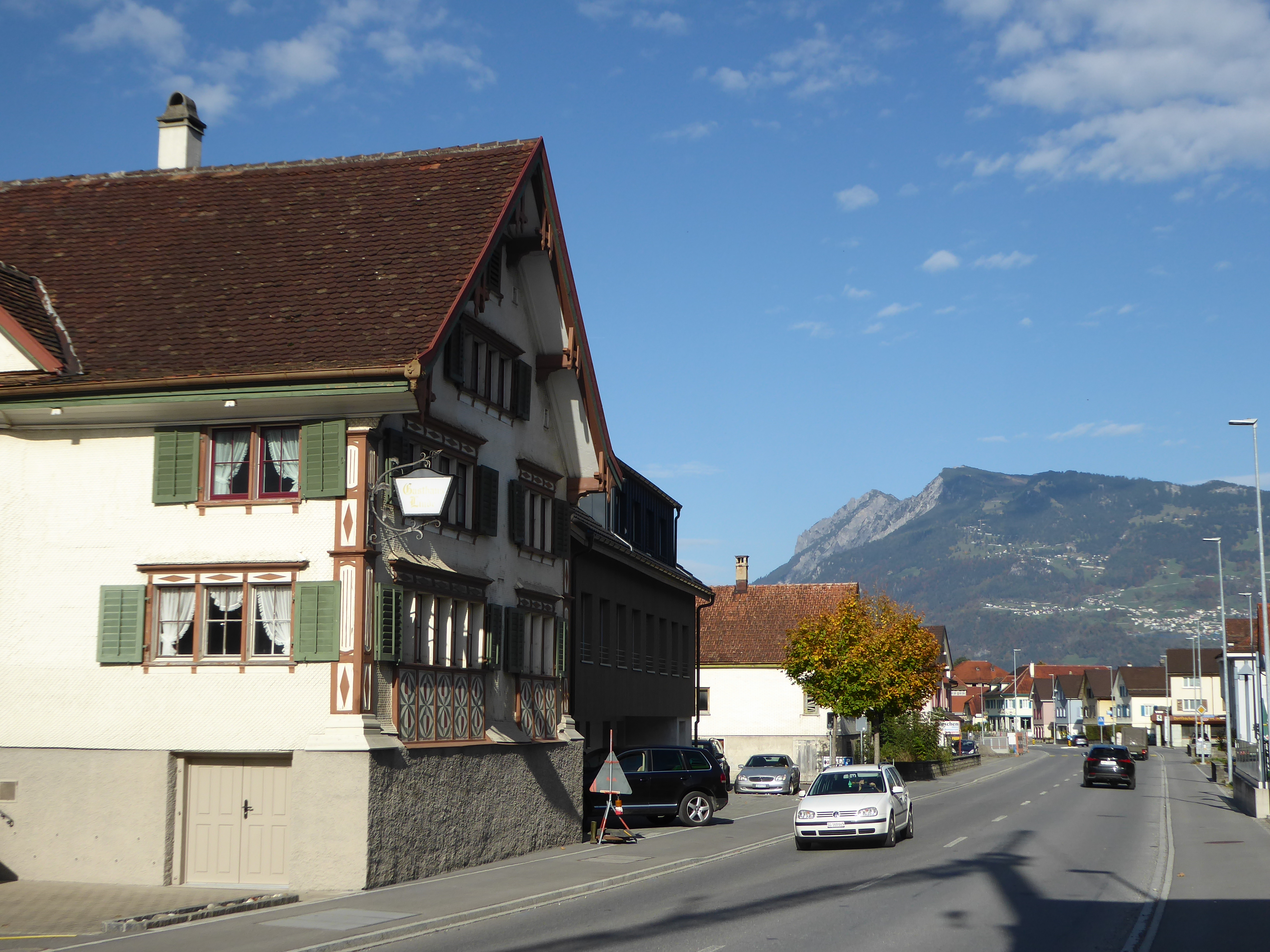
Hauptstrasse in Trübbach
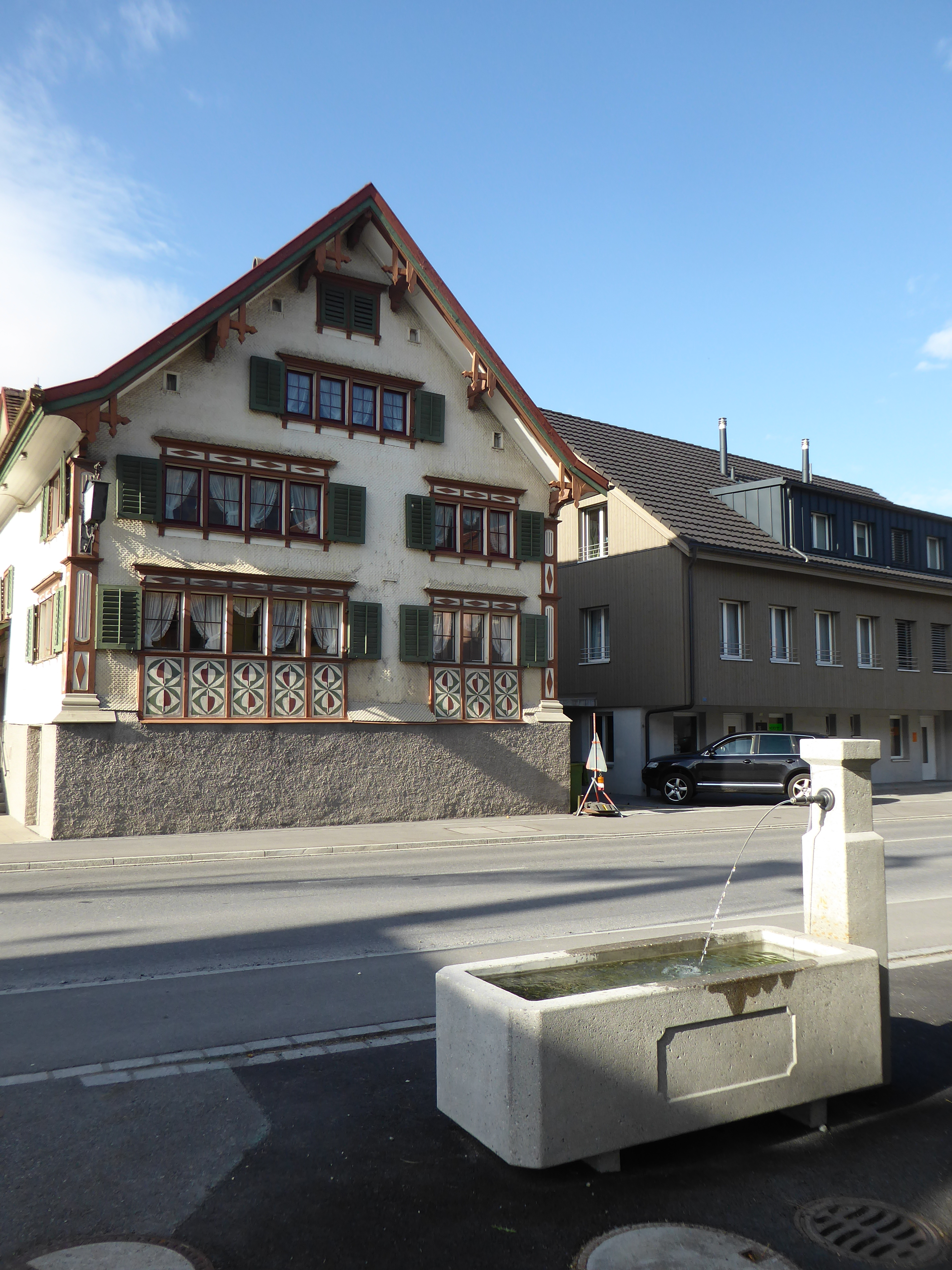
Dorfbrunnen
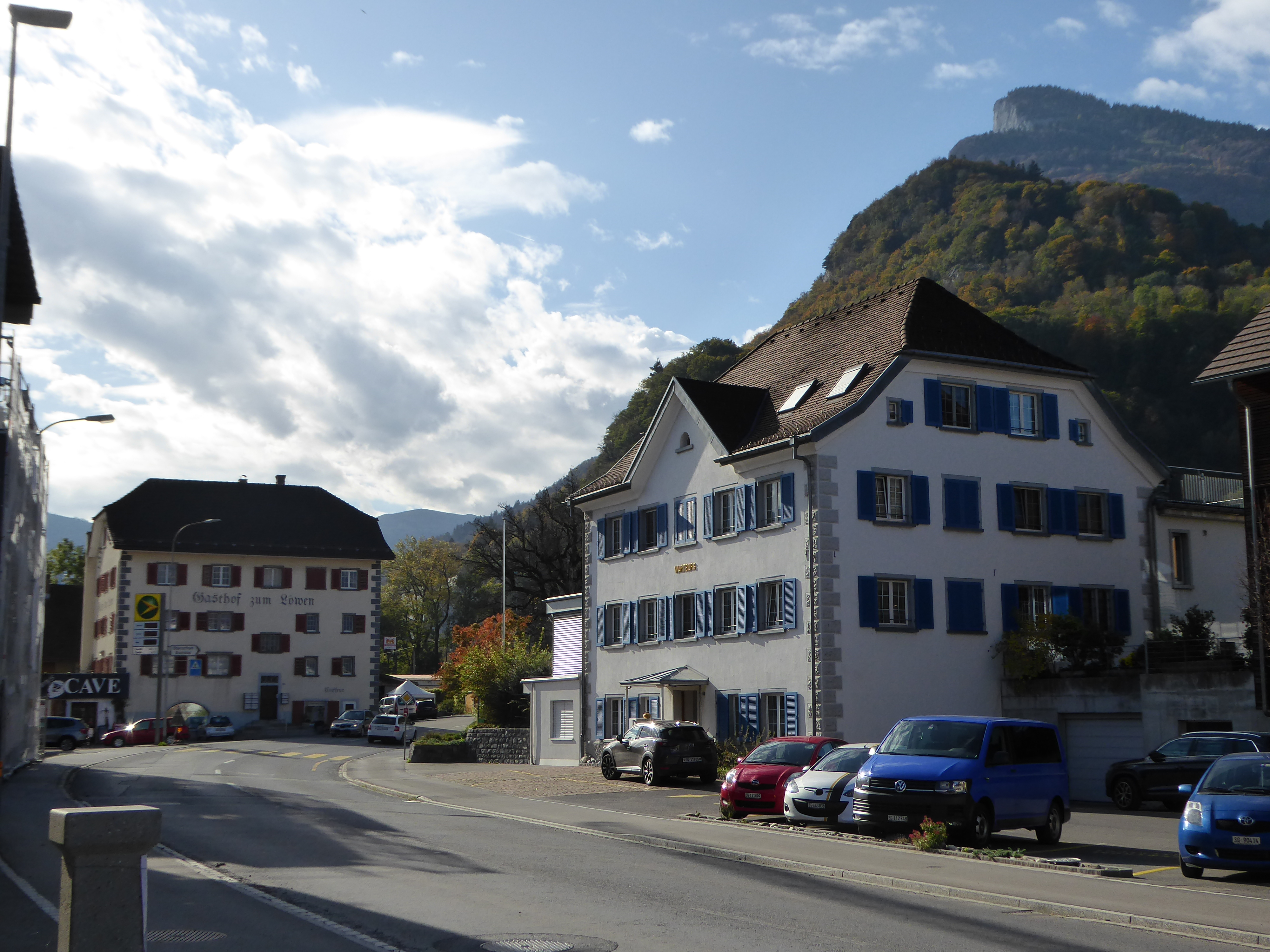
Gasthaus Löwen und Wartburg